# Anushka Sharma
Anushka Sharma  (ur. 1 maja 1988 w Bangalore, w Indiach) – indyjska aktorka Bollywood i była modelka. W 2008 roku zadebiutowała na ekranie w filmie Rab Ne Bana Di Jodi ("Do Zakochania Jeden Krok"), wyreżyserowanym przez Adityę Choprę.

## Życie osobiste
Sharma urodziła się w Bangalore, ale jej rodzice pochodzą z Uttarakhand. Jej ojciec, Ajay Kumar Sharma, jest z zawodu oficerem wojskowym, zaś jej matka Ashima Sharma to gospodyni domowa. Anushka ma starszego brata o imieniu Karnesh - to były krykiecista narodowej rangi, obecnie powiązany z Marynarką Handlową. Anushka uczęszczała do Szkoły Wojskowej i ukończyła studia o specjalizacji w zakresie sztuki w Mount Carmel College w Bangalore. W pogoni za karierą modelki przeprowadziła się do Bombaju, w którym mieszka do dziś.
11 grudnia 2017 roku wzięła ślub z krykiecistą Viratem Kohlim. Ceremonia odbyła się w Toskanii (Włochy).

## Kariera
Sharma mówi, że początkowo marzyła o zrobieniu wielkiej kariery w świecie mody, i nie miała specjalnych ambicji do przemysłu filmowego. Swą przygodę w modelingu zaczęła w Lakme Fashion Week jako modelka w show Les Vamps u Wendell'a Rodricks'a, gdzie została wybrana do finału Rodricks'a w Kolekcji Wiosna Lato 2007. Od tamtej pory wystąpiła w kampanii reklamowej m.in. dla Silk & Shine, Whisper, Nathella Jewelry czy Fiata Palio.
Pierwszą rolę otrzymała w filmie Rab Ne Bana Di Jodi w roku 2008 u boku Shahrukh Khana. Film odniósł ogromny sukces, a jej występ nie uszedł bez zauważenia. Krytyk filmowy Taran Adarsh powiedział: "Anushka jest kobietą z charakterem, zaskakuje cię swą pewnością siebie w odgrywaniu roli. To nie lada osiągnięcie dzielić przestrzeń na ekranie z aktorem na miarę ShahRukh Khana. Anushka daje sobie z tym radę od początku do końca.". Jej kolejnym filmem był Badmaash Company od Yash Raj Films, wydany 7 maja 2010 roku. Została pochwalona za zmianę charakteru z konserwatywnej i skromnej Taani na ostrą i pewną siebie Bulbul. Na jej występ widownia reagowała oklaskami. Harshita Kohli z StarBoxOffice.com powiedziała: "Anushka Sharma z kury domowej jaką była w Rab Ne Bana Di Jodi zmieniła się w super gorącą laskę w Badmaash Company... Jej aktorstwo jest niedocenione, nie ma tu udawania, z jakim często można się spotkać u bollywoodzkich aktorek - co jest dla nas miłym zaskoczeniem".

## Filmografia
| Rok  | Tytuł                      | Rola                 | Dodatkowe informacje |
| ---- | -------------------------- | -------------------- | --- |
| 2014 | PK                         | Jagat Janani / Jaggu | |
| 2013 | Matru Ki Bijlee Ka Mandola | Bijlee Mandola       | |
| 2012 | Jab Tak Hai Jaan           | Akira                | |
| 2011 | Ladies v/s Ricky Bahl      | Ishika Desai         | |
| 2011 | Patiala House              | Simran               | |
| 2010 | Band Baaja Baaraat         | Shruti Kakkar        | |
| 2010 | Badmaash Company           | Bulbul Singh         | |
| 2008 | Rab Ne Bana Di Jodi        | Tania Sahni          | Nominacja do Nagrody Star Screen za Najbardziej Obiecujący Debiut Nominacja do Nagrody Filmfare za Najlepszy Żeński Debiut Nominacja do Nagrody Filmfare dla Najlepszej Aktorki |